# SN 2002cq
SN 2002cq – supernowa odkryta 20 kwietnia 2002 roku w galaktyce A123840-0258. W momencie odkrycia miała maksymalną jasność 19,20m.